# Ciak d'oro 2023
La 38ª edizione dei Ciak d'oro si è svolta con la collaborazione di Sky TG24. La votazione del pubblico per le principali categorie è avvenuta in due fasi distinte, una prima selezione, dall'8 al 13 gennaio 2024, e il voto finale dal 15 al 19 dello stesso mese. Dal mese di febbraio 2024 una giuria professionista ha decretato i premi tecnici. Le pellicole considerate sono produzioni italiane distribuite dal 1º novembre 2022 al 30 novembre 2023.

## Vincitori e candidati sezione cinema
I vincitori sono indicati in grassetto, a seguire gli altri candidati. La percentuale indica le preferenze dei votanti.

### Miglior film commedia
- Grazie ragazzi di Riccardo Milani (26,19%)
  - Tre di troppo di Fabio De Luigi (22,19%)
  - Mixed by Erry di Sydney Sibilia (14,69%)
  - Scordato di Rocco Papaleo (13,34%)
  - Il sol dell'avvenire di Nanni Moretti (13,03%)
  - Il grande giorno di Massimo Venier (10,57%)

### Miglior film drammatico
- Mia di Ivano De Matteo (39,12%)
  - Le otto montagne di Felix Van Groeningen e Charlotte Vandermeersch (18,26%)
  - Cento domeniche di Antonio Albanese (13,80%)
  - L'ultima notte di Amore di Andrea Di Stefano (12,55%)
  - Comandante di Edoardo De Angelis (10,15%)
  - Il primo giorno della mia vita di Paolo Genovese (6,12%)

### Miglior regista
- Ferzan Özpetek - Nuovo Olimpo (32,34%)
  - Antonio Albanese - Cento domeniche (19,28%)
  - Riccardo Milani - Grazie ragazzi (14,48%)
  - Alice Rohrwacher - La chimera (14,04%)
  - Marco Bellocchio - Rapito (10,71%)
  - Nanni Moretti - Il sol dell'avvenire (9,15%)

### Migliore attore protagonista
- Michele Riondino - Palazzina Laf (38,81%)
  - Edoardo Leo - Mia e L'ordine del tempo (25,10%)
  - Christian De Sica - I limoni d'inverno (15,62%)
  - Valerio Mastandrea - C'è ancora domani, Diabolik - Ginko all'attacco! e Diabolik - Chi sei? (10,70%)
  - Pierfrancesco Favino - Comandante e L'ultima notte di Amore (5,42%)
  - Alessandro Gassmann - L'ordine del tempo e Il mio nome è vendetta (4,34%)

### Migliore attrice protagonista
- Linda Caridi - L'ultima notte di Amore (29,26%)
  - Teresa Saponangelo - I limoni d'inverno (16,57%)
  - Miriam Leone - Diabolik - Ginko all'attacco!, Diabolik - Chi sei? e War - La guerra desiderata (16,47%)
  - Anna Foglietta - I peggiori giorni (14,02%)
  - Margherita Buy - Il primo giorno della mia vita e Il sol dell'avvenire (13,67%)
  - Valeria Solarino - Quando (10,01%)

### Migliore attore non protagonista
- Francesco Di Leva - Ti mangio il cuore e Nostalgia

### Migliore esordio alla regia
- Michele Riondino - Palazzina Laf (46,38%)
  - Alessandro Marzullo - Non credo in niente (31,40%)
  - Giuseppe Fiorello - Stranizza d'amuri (7,47%)
  - Pilar Fogliati - Romantiche (6,69%)
  - Claudio Bisio - L'ultima volta che siamo stati bambini (6,07%)
  - Micaela Ramazzotti - Felicità (2,00%)

### Migliore colonna sonora
- Lele Marchitelli - C'è ancora domani
  - Andrea Farri - Io capitano
  - Franco Piersanti - Il sol dell'avvenire

### Migliore canzone originale
- La mia terra di Diodato - Palazzina Laf (89,01%)
  - 'O Dj (Don't Give Up) di Liberato - Mixed by Erry (5,74%)
  - Leggera di Levante - Romantiche (5,25%)

### Miglior locandina
- C'è ancora domani (34,98%)
  - Io capitano (15,95%)
  - Mimì - Il principe delle tenebre (15,46%)
  - L'ultima volta che siamo stati bambini (14,24%)
  - Le otto montagne (9,76%)
  - Comandante (9,61%)

### Rivelazione dell'anno
- Damiano Gavino - Nuovo Olimpo (40,13%)
  - Domenico Cuomo - Mimì - Il principe delle tenebre (19,91%)
  - Samuele Segreto e Gabriele Pizzurro - Stranizza d'amuri (15,59%)
  - Valentina Romani - Il sol dell'avvenire (9,07%)
  - Sara Ciocca - Io sono l'abisso, Improvvisamente Natale e Nina dei lupi (7,83%)
  - Romana Maggiora Vergano - C'è ancora domani (7,48%)

### Superciak d'oro
- Paola Cortellesi, Superciak d'oro del cinema italiano, e Matteo Garrone, personaggio internazionale dell’anno[4][5]

## Vincitori e candidati sezione serie televisiva
I vincitori sono indicati in grassetto, a seguire gli altri candidati. La percentuale indica le preferenze dei votanti.

### Migliore serie italiana
- Tutto chiede salvezza (31,31%)
  - Doc - Nelle tue mani (26,60%)
  - Vincenzo Malinconico, avvocato d'insuccesso (15,84%)
  - The Bad Guy (13,65%)
  - That Dirty Black Bag (12,60%)

### Migliore serie internazionale
- Mercoledì (29,54%)
  - Dahmer - Mostro: la storia di Jeffrey Dahmer (23,34%)
  - Stranger Things (21,02%)
  - Peaky Blinders (13,15%)
  - The Crown (12,94%)

### Miglior protagonista internazionale
- Jenna Ortega - Mercoledì (35,54%)
  - Zendaya - Euphoria (17,96%)
  - Julia Roberts - Gaslit (17,46%)
  - Sadie Sink - Stranger Things (16,40%)
  - Lily Collins - Emily in Paris (12,65%)

### Migliore attrice italiana
- Carolina Crescentini - Boris, Tutto chiede salvezza e Mare fuori (31,66%)
  - Vanessa Scalera - Imma Tataranni - Sostituto procuratore (22,26%)
  - Luisa Ranieri - Le indagini di Lolita Lobosco (17,51%)
  - Serena Rossi - Mina Settembre (16,06%)
  - Maria Chiara Giannetta - Buongiorno, mamma! (12,50%)

### Miglior attore italiano
- Lino Guanciale - Sopravvissuti e Noi (29,85%)
  - Andrea Pennacchi - Petra e Tutto chiede salvezza (25,38%)
  - Luca Argentero - Le fate ignoranti e Doc - Nelle tue mani (19,03%)
  - Massimiliano Gallo - Vincenzo Malinconico, avvocato d'insuccesso (13,61%)
  - Claudio Amendola e Miguel Gobbo Diaz - Nero a metà (12,13%)

### Miglior protagonista pubblico under 30
- Massimiliano Caiazzo - Mare fuori (47,87%)
  - Francesco Russo - Call My Agent - Italia (17,43%)
  - Nicolas Maupas - Mare fuori (16,69%)
  - Federico Cesari - Tutto chiede salvezza (9,26%)
  - Valentina Romani - Mare fuori (8,76%)

### Miglior serie pubblico under 30
- Mare fuori (63,65%)
  - Tutto chiede salvezza (17,00%)
  - La legge di Lidia Poët (7,47%)
  - Odio il Natale (5,90%)
  - Skam Italia (5,88%)